# Episodi di Doctor Who (serie televisiva 2005) (undicesima stagione)
L'undicesima stagione della nuova serie televisiva Doctor Who, composta da 10 episodi più uno speciale, va in onda a partire dal 7 ottobre 2018 su BBC One e viene trasmessa in Italia dal 20 gennaio al 24 febbraio 2019 su Rai 4.
È la prima con Jodie Whittaker come Tredicesimo Dottore e Chris Chibnall come showrunner e produttore esecutivo. La stagione introduce anche i nuovi companion del Dottore: Bradley Walsh, Tosin Cole e Mandip Gill nei ruoli di Graham, Ryan e Yasmin.
La stagione segna l'inizio di una nuova era dopo le stagioni 1-4 di Russell T Davies e le stagioni 5-10 di Steven Moffat, con nuovi produttori esecutivi e un nuovo logo. Anche Murray Gold, compositore delle colonne sonore sin dal suo rinnovo nel 2005, ha lasciato la serie, ed è stato sostituito da Segun Akinola.
Le riprese sono iniziate nel novembre 2017 e si sono concluse il 3 agosto 2018. La stagione è composta da 10 episodi di 50 minuti, eccetto il primo episodio di 65, invece dei canonici 13 da 45 minuti. Uno speciale di Capodanno, Propositi, è inoltre andato in onda il 1º gennaio 2019.
| nº | Titolo originale                | Titolo italiano                   | Prima TV UK      | Prima TV Italia  |
| -- | ------------------------------- | --------------------------------- | ---------------- | ---------------- |
| 1  | The Woman Who Fell to Earth     | La donna che cadde sulla terra    | 7 ottobre 2018   | 20 gennaio 2019  |
| 2  | The Ghost Monument              | Il monumento fantasma             | 14 ottobre 2018  | 27 gennaio 2019  |
| 3  | Rosa                            | Rosa                              | 21 ottobre 2018  | 27 gennaio 2019  |
| 4  | Arachnids in the UK             | Ragni nel Regno Unito             | 28 ottobre 2018  | 3 febbraio 2019  |
| 5  | The Tsuranga Conundrum          | L'enigma di Tsuranga              | 4 novembre 2018  | 3 febbraio 2019  |
| 6  | Demons of the Punjab            | Demoni nel Punjab                 | 11 novembre 2018 | 10 febbraio 2019 |
| 7  | Kerblam!                        | Kerblam!                          | 18 novembre 2018 | 10 febbraio 2019 |
| 8  | The Witchfinders                | I cacciatori di streghe           | 25 novembre 2018 | 17 febbraio 2019 |
| 9  | It Takes You Away               | Ti porta via                      | 2 dicembre 2018  | 17 febbraio 2019 |
| 10 | The Battle of Ranskoor Av Kolos | La battaglia di Ranskoor Av Kolos | 9 dicembre 2018  | 24 febbraio 2019 |

## La donna che cadde sulla terra
- Titolo originale: The Woman Who Fell to Earth
- Diretto da: Jamie Childs[23]
- Scritto da: Chris Chibnall
- Guest star: Jodie Whittaker (Tredicesimo Dottore), Bradley Walsh (Graham O'Brien), Tosin Cole (Ryan Sinclair), Mandip Gill (Yasmin Khan),
- Altri interpreti: Sharon D. Clarke (Grace O'Brien), Samuel Oatley (Tzim-Sha), Jonny Dixon (Karl)

### Trama
Ryan, un imballatore di magazzino affetto da disprassia, si imbatte in alcune strane luci in un bosco e interagisce con queste, causando l'apparizione di un baccello blu. Chiama la polizia ricevendo aiuto dalla propria amica d'infanzia Yasmin Khan. La nonna di Ryan, Grace, il marito di lei, Graham, e Karl, un operaio della zona, rimangono intrappolati a bordo della metropolitana invasa da una massa globulare fluttuante di tentacoli ed elettricità.
Ryan e Yasmin si dirigono verso il treno, arrivando proprio mentre il Dottore vi precipita attraverso il tetto. Il globo si allontana dopo aver impiantato in ognuno una bomba distruttrice di DNA. Il Dottore e gli altri rintracciano il globo in un magazzino, dove incontrano un alieno umanoide. Il Dottore, perduto il proprio cacciavite sonico, ne costruisce un altro assemblando parti provenienti da diversi accessori.
Il gruppo intercetta il globo, scoprendo che si tratta di una massa di bobine che raccoglie dati biologici. Appare il secondo alieno, rivelando che egli è Tzim-Sha (che il Dottore ribattezza Tim Shaw), un guerriero cacciatore di umani, il cui vero bersaglio è Karl. Il gruppo rintracciato quest'ultimo scala una gru, dove Tzim-Sha ha catturato Karl, che il Dottore ordina di liberare.  Tzim-Sha fa detonare le bombe, che però il Dottore aveva trasferito nelle bobine, autoimpiantate dall'alieno. Grace nel frattempo distrugge le bobine, ma rimane ferita a morte.
Il Dottore costruisce quindi un dispositivo per ritrovare il proprio TARDIS, ma nell'azionarlo, trasporta accidentalmente tutti nel vuoto dello spazio profondo.

## Il monumento fantasma
- Titolo originale: The Ghost Monument
- Diretto da: Mark Tonderai
- Scritto da: Chris Chibnall
- Guest star: Jodie Whittaker (Tredicesimo Dottore), Bradley Walsh (Graham O'Brien), Tosin Cole (Ryan Sinclair), Mandip Gill (Yasmin Khan)
- Altri interpreti: Susan Lynch (Angstrom), Shaun Dooley (Epzo), Art Malik (Ilin)

### Trama
Il Dottore e i suoi nuovi amici si trovano dispersi nello spazio profondo dove vengono soccorsi separatamente dai due alieni Angstrom e Epzo, in competizione tra di loro in una gara che si svolge tra le stelle. Coinvolto nella gara, il gruppo partecipa alla sfida finale che vede i due contendenti attraversare un pianeta morto per raggiungere il "Monumento Fantasma" ("Ghost Monument"), una scatola mistica che il Dottore riconosce immediatamente essere il proprio TARDIS.
Inizialmente incuriositi dall'aperta ostilità del pianeta apparentemente deserto, scoprono che questo è stato devastato da esperimenti scientifici letali, trasformato in campo d'addestramento per i guerrieri Stenza, la razza cui apparteneva l'alieno Tzim-Sha precedentemente incontrato a Sheffield.
Raggiunto il luogo dove dovrebbe trovarsi il Monumento Fantasma, Angstrom ed Epzo vengono dichiarati vincitori ex aequo e vengono teletrasportati dal pianeta da Ilin, l'organizzatore della gara, che però vi abbandona invece il Dottore e i suoi amici.
Grazie al suo cacciavite sonico, il Dottore riesce a far materializzare il TARDIS, che ora presenta un nuovo aspetto e un nuovo arredamento interno, soccorrendo i suoi amici e potendo ripartire per i propri viaggi.

## Rosa
- Titolo originale: Rosa
- Diretto da: Mark Tonderai
- Scritto da: Malorie Blackman & Chris Chibnall
- Guest star: Jodie Whittaker (Tredicesimo Dottore), Bradley Walsh (Graham O'Brien), Tosin Cole (Ryan Sinclair), Mandip Gill (Yasmin Khan)
- Altri interpreti: Vinette Robinson (Rosa Parks), Josh Bowman (Krasko), Trevor White (James Fred Blake), Ray Sesay (Martin Luther King)

### Trama
Nel tentativo di ritornare alla Sheffield dei giorni nostri, il Dottore e i suoi amici vengono trasportati dal TARDIS nella Montgomery (Alabama) del 1955, in cui vige la segregazione razziale, che causa non pochi problemi al gruppo di viaggiatori del tempo.
Qui incontrano Rosa Parks, proprio il giorno prima del suo rifiuto di cedere il proprio posto sull'autobus nel quale viaggiava, dando così inizio alle proteste del movimento per i diritti civili degli afroamericani nel Sud degli Stati Uniti.
Il Dottore scopre però che un alieno proveniente dal futuro, Krasko, sta cercando di alterare la storia e impedire a Rosa Parks di dare inizio alla protesta. Il gruppo si attiva così per impedire al criminale di modificare gli eventi, trovandosi coinvolti in prima persona nel momento determinante in cui Rosa Parks rifiuta di cedere il proprio posto.
L'episodio si conclude con il Dottore che mostra ai suoi compagni di viaggio l'asteroide 284996 che porta il nome di Rosa Parks.

## Ragni nel Regno Unito
- Titolo originale: Arachnids in the UK
- Diretto da: Sallie Aprahamian
- Scritto da: Chris Chibnall
- Guest star: Jodie Whittaker (Tredicesimo Dottore), Bradley Walsh (Graham O'Brien), Tosin Cole (Ryan Sinclair), Mandip Gill (Yasmin Khan)
- Altri interpreti: Jaleh Alp (Frankie Ellish) Sharon D. Clarke (Grace O'Brien) Tanya Fear (Dr. Jade McIntyre) Ravin J. Ganatra (Hakim Khan) Shobna Gulati (Najia Khan) William Meredith (Kevin) Chris Noth (Robertson) Bhavnisha Parmar (Sonya Khan)

### Trama
Tornati a Sheffield, il Dottore e i suoi amici scoprono un massiccio attacco di ragni giganti. Chiedono aiuto a una scienziata locale, Jade, che rintraccia la sorgente dell'infestazione in un hotel di proprietà del tycoon Robertson dove lavora la madre di Yaz, Sonya Khan. Il luogo ha contaminato i ragni, causandone la crescita abnorme.
Il gruppo intrappola la maggior parte dei ragni in un rifugio atomico, ma la madre, il ragno più grande, sta già morendo a causa della propria taglia anormale. Il dottore vorrebbe risparmiarla e lasciarla morire in pace, ma Robertson le spara, uccidendola nonostante le proteste.
Il Dottore è pronta a salutare i propri amici e tornare a viaggiare con il TARDIS, ma Graham, incapace di affrontare il rientro nell'appartamento che condivideva con Grace, decide di unirsi al Dottore e così anche Yaz e Ryan, divenendo così i nuovi compagni di viaggio del Signore del Tempo.

## L'enigma di Tsuranga
- Titolo originale: The Tsuranga Conundrum
- Diretto da: Jennifer Perrot
- Scritto da: Chris Chibnall
- Guest star: Jodie Whittaker (Tredicesimo Dottore), Bradley Walsh (Graham O'Brien), Tosin Cole (Ryan Sinclair), Mandip Gill (Yasmin Khan)
- Altri interpreti: Ben Bailey-Smith (Durkas Cicero), Lois Chimimba (Mabli), Brett Goldstein (Astos), Suzanne Packer (Eve Cicero), Jack Shalloo (Yoss), David Shields (Ronan)

### Trama
Mentre si trovano su un "pianeta spazzatura" alla ricerca di materiali, il Dottore, Graham, Yasmin e Ryan vengono colpiti da una "mina sonica". Riprendono conoscenza a bordo dell'astronave di soccorso Tsuranga, dove fanno conoscenza con gli altri pazienti, il generale Eve Cicero; il di lei fratello Durkas; il suo assistente, l'androide Ronan; Yoss, un alieno maschio in stato interessante in attesa di partorire.
Il Dottore vuole ritornare sul pianeta spazzatura per recuperare il TARDIS, ma si rende conto che l'astronave non può essere pilotata, dato che segue una rotta automatica che la porta a una stazione spaziale ospedale. Una forma di vita aliena chiamata P'Ting entra nell'astronave e comincia a divorarne le parti per ricavare energia. Il capo infermiere Astos viene accidentalmente espulso assieme a una capsula di salvataggio che esplode a causa dei malfunzionamenti causati dall'alieno P'Ting e del personale rimane così solamente Mabli, un'infermiera estremamente insicura di sé.
L'azione dell'alieno P'Ting causa danni irreparabili all'astronave, portandola fuori rotta, il che costringe l'astronave madre a inviare un segnale di autodistruzione alla Tsuranga. Il segnale può essere annullato manualmente dall'equipaggio solamente tre volte, dopodiché sarà destinata a esplodere. Così Durkas manomette i comandi dell'astronave, permettendo al generale Eve Cicero di pilotare il mezzo attraverso un'interfaccia neurale, sacrificando la propria vita a causa del "cuore del pilota" ("pilot's heart") che l'affligge e venendo rimpiazzata ai comandi dal fratello.
Il Dottore, nel frattempo, preleva la carica esplosiva dell'astronave attivata dai comandi in remoto e la dà in pasto a P'Ting che, sazio, può essere espulso con una capsula salvando la vita ai superstiti dell'astronave.

## Demoni nel Punjab
- Titolo originale: Demons of the Punjab
- Diretto da: Jamie Childs
- Scritto da: Vinay Patel
- Guest star: Jodie Whittaker (Tredicesimo Dottore), Bradley Walsh (Graham O'Brien), Tosin Cole (Ryan Sinclair), Mandip Gill (Yasmin Khan)
- Altri interpreti: Leena Dhingra (Umbreen anziana), Amita Suman (Umbreen giovane), Shane Zaza (Prem)

### Trama
Dopo aver parlato con la propria nonna Umbreen, Yaz è curiosa di sapere come sia morto il suo nonno musulmano. Il Dottore porta così il TARDIS nel Punjab dell'agosto del 1947. Yaz apprende che Umbreen sta per sposare un uomo indù, Prem, contrariamente a quanto ha sempre saputo a proposito del nonno.
Il Dottore spiega al gruppo che sono arrivati il 14 agosto, il giorno prima della divisione dell'India. Il Dottore vede due alieni accanto al corpo di Bhakti, un sadhu deceduto. Prem le racconta di aver visto altri "demoni" simili durante la battaglia di Singapore, da che il Dottore desume trattarsi di alieni assassini, i Thijarian.
Dopo essere stata teletrasportata all'interno della nave degli alieni, apprende da loro che non si tratta di assassini, ma degli ultimi superstiti della loro razza, il cui compito è testimoniare chi muore da solo. Gli alieni mostrano inoltre al Dottore che Bhakti era stato ucciso dal fratello di Prem, Manish, un nazionalista indù che si oppone al matrimonio.
Dopo il matrimonio, il Dottore accusa Manish del suo crimine e chiama alcuni soldati armati. Il Dottore e i suoi amici aiutano Umbreen a scappare, mentre Prem rimane senza motivo con Manish, che lo uccide, mentre il Dottore e i suoi compagni ritornano al presente.

## Kerblam!
- Titolo originale: Kerblam!
- Diretto da: Jennifer Perrott
- Scritto da: Pete McTighe
- Guest star: Jodie Whittaker (Tredicesimo Dottore), Bradley Walsh (Graham O'Brien), Tosin Cole (Ryan Sinclair), Mandip Gill (Yasmin Khan)
- Altri interpreti: Julie Hesmondhalgh (Judy Maddox), Lee Mack (Dan Cooper), Callum Dixon (Jarva Slade), Claudia Jessie (Kira Arlo), Leo Flanagan (Charlie Duffy)

### Trama
Il Dottore riceve un fez da un corriere espresso della catena Kerblam!, un servizio di vendita online che distribuisce gli acquisti a tutta la galassia, dotato di magazzini automatizzati e robot lavoratori. All'interno del fez trova però un messaggio con una richiesta di aiuto. Il gruppo decide così di recarsi a Kerblam! e farsi assumere come nuovi lavoratori, così da poter indagare.
Apprendono da nuovi colleghi Dan, Kira e Charlie che lo staff sta sparendo. Quando anche Dan scompare, il Dottore sospetta che qualcosa stia andando storto con l'intelligenza artificiale. Quando Kira viene rapita, il Dottore la rintraccia trovando i robot scomparsi, trasformati in un'armata di robot pronti ad avvelenare i clienti con un gas contenuto nel pluriball dell'imballo dei pacchi.
È stata l'intelligenza artificiale a richiedere l'aiuto del Dottore, poiché è stato Charlie a dirottare i robot per opporsi all'automazione e alla sostituzione del personale umano con i robot. Il Dottore riprogramma i robot perché consegnino i pacchi a loro stessi e tutti vengono così distrutti. Maddox e Slade ricostruiranno Kerblam! con una maggiore presenza di personale umano.

## I cacciatori di streghe
- Titolo originale: The Witchfinders
- Diretto da: Sallie Aprahamian
- Scritto da: Joy Wilkinson
- Guest star: Jodie Whittaker (Tredicesimo Dottore), Bradley Walsh (Graham O'Brien), Tosin Cole (Ryan Sinclair), Mandip Gill (Yasmin Khan)
- Altri interpreti: Siobhan Finneran (Becka Savage), Alan Cumming (re Giacomo I), Tilly Steele (Willa Twiston), Tricia Kelly (Mother Twiston)

### Trama
Il Dottore e i suoi compagni arrivano nel Lancashire del 1612, atterrando vicino a Pendle Hill. Qui vi trovano Becka Savage che sta istituendo un processo di stregoneria nei confronti di Mother Twiston e per provare che si tratti di una strega la immerge in un fiume: se sopravviverà sarà la dimostrazione che è una strega, se affogherà si proverà che non lo è. Quando la donna viene immersa, Il Dottore tenta di salvarla, ma inutilmente: estratta la donna dall'acqua questa muore. Il Dottore, accusando Becka Savage di assassinio e per prevenire ulteriori accuse nei confronti di persone innocenti, estrae la propria carta psichica nella quale Becka legge che si tratta dell'inquisitore generale, assumendo così il controllo della caccia alle streghe.
Trasferitisi nella dimora di Becka, i nuovi arrivati vengono raggiunti da un uomo mascherato che si rivela essere Re Giacomo I, che però nella carta psichica legge che il Dottore è solo una assistente e che l'inquisitore generale è invece Graham. Yasmin nel frattempo incontra la nipote di Mother Twiston, Willa, nei pressi di un albero e la protegge dall'attacco di una radice che emerge dal terreno. Il Dottore scopre che le vittime dei processi di stregoneria sono ora possedute da un'entità aliena e sospetta che Becka stia nascondendo qualcosa.
Dopo aver accusato il Dottore di essere una strega, Becka rivela essere stata posseduta da un'aliena conosciuta come la regina Morax, dopo aver colpito l'albero con un'ascia. L'albero è infatti una prigione aliena in cui era stata imprigionata Morax. Il Dottore e i suoi compagni riparano la prigione e vi rimettono dentro Morax, dopodiché re Giacomo dichiara che ogni documento a proposito dell'accaduto verrà distrutto, così da non farne rimanere alcuna traccia. Il Dottore e i suoi compagni ripartono con il TARDIS mentre Willa li osserva.

## Ti porta via
- Titolo originale: It Takes You Away
- Diretto da: Jamie Childs
- Scritto da: Ed Hime
- Guest star: Jodie Whittaker (Tredicesimo Dottore), Bradley Walsh (Graham O'Brien), Tosin Cole (Ryan Sinclair), Mandip Gill (Yasmin Khan)
- Altri interpreti: Ellie Wallwork (Hanne), Kevin Eldon (Ribbons), Christian Rubeck (Erik), Lisa Stokke (Trine), Sharon D. Clarke (Grace O'Brien)

### Trama
I viaggiatori del tempo arrivano in Norvegia. Qui incontrano Hanne, una ragazza cieca, in una casa nel bosco dove lei e il padre Erik si sono trasferiti dopo la morte della madre Trine. Il padre risulta però scomparso e Hanne ne imputa la causa a un misterioso "mostro" che vivrebbe nella foresta.
Il Dottore scopre però che il mostro non esiste e non si tratta nient'altro che di uno stratagemma architettato da Erik per impedire alla figlia di allontanarsi da casa. Il gruppo scopre invece uno specchio nel quale non ci si riflette. Si tratta di un portale che porta all'Anti-Zona, una sorta di spazio tampone creato per prevenire danni tra gli universi, da cui fuoriescono passando per un altro portale che porta in un universo parallelo identico alla casa in Norvegia che hanno appena lasciato. Qui vi incontrano Erik con la defunta moglie Trine, mentre Graham vi trova Grace. Il Dottore ne deduce così che sono entrati in contatto con il Solitract, un universo senziente incompatibile con l'universo reale, che veniva raccontato nelle favole ai bambini dai Signori del Tempo.
Solo Hanne è in grado di riconoscere che Trine non è reale, il dottore così convince il Solitract a liberare i suoi amici offrendosi come unico ostaggio, date le sue esperienze di viaggiatrice dello spazio e del tempo. Il Dottore si ritrova così in uno spazio interamente bianco a parlare con una rana, una forma presa dal Solitract. Il Dottore gli spiega che non può restare, perché metterebbe a rischio l'esistenza dell'intero universo e lo stesso Solitract finirebbe per collassare, ma saranno amici per sempre. Il Dottore può così tornare nell'universo reale, dove Erik decide di tornare a Oslo con Hanne, mentre Ryan stringe un legame affettivo con Graham, che non riusciva ad accettare come nonno.

## La battaglia di Ranskoor Av Kolos
- Titolo originale: The Battle of Ranskoor Av Kolos
- Diretto da: Jamie Childs
- Scritto da: Chris Chibnall
- Guest star: Jodie Whittaker (Tredicesimo Dottore), Bradley Walsh (Graham O'Brien), Tosin Cole (Ryan Sinclair), Mandip Gill (Yasmin Khan)
- Altri interpreti: Phyllis Logan (Andinio), Mark Addy (Paltraki), Percelle Ascott (Delph), Samuel Oatley (Tzim-Sha)

### Trama
Il TARDIS atterra su Ranskoor Av Kolos, un pianeta con un campo psichico che altera la percezione della realtà, che il Dottore previene indossando e facendo indossare ai propri compagni un neurobilanciatore. Qui incontrano un pilota, Paltraki, che soffre di amnesia, che riceve video segnali da una donna, Andinio, e da Tzim-Sha, che pretende Paltraki gli porti una roccia che galleggia in un guscio protettivo contenuta nella sua astronave, con la promessa di liberare l'equipaggio che egli tiene in ostaggio.
Graham e Ryan cercano l'equipaggio prigioniero per liberarlo, mentre il Dottore, Yasmin e Paltraki cercano Tzim-Sha. Incontrano Andinio, che li porta da Tzim-Sha e Delph. Andinio e Delph fanno parte della razza degli Ux, dotati di poteri telecinetici, asserviti alla volontà di Tzim-Sha, teletrasportato sul pianeta dopo lo scontro con il Dottore sulla Terra nell'episodio The Woman Who Fell to Earth, che gli Ux considerano il loro "creatore", atteso dalle profezie. Questi hanno rimpicciolito interi pianeti a minuscoli oggetti: la roccia contenuta nell'astronave di Paltraki.
Yasmin e Paltraki scoprono quattro altri pianeti simili, mentre Tzim-Sha ordina ai suoi servitori di riservare la medesima sorte al pianeta Terra. Il Dottore allora convince gli Ux a fermarsi e aiutarla a far ritornare i pianeti al loro posto. Graham e Ryan trovano l'equipaggio salvo all'interno di camere di stasi. Liberato l'equipaggio sconfiggono Tzim-Sha e lo confinano in una camera di stasi. Il Dottore, gli Ux e l'equipaggio lavorano di comune accordo per far ritornare i pianeti al loro posto, dopodiché il Dottore e i suoi compagni lasciano il pianeta a bordo del TARDIS.